# First Division 1977-1978
La First Division 1977-1978 è stata la 79ª edizione della massima serie del campionato inglese di calcio, disputata tra il 20 agosto 1977 e il 9 maggio 1978 e concluso con la vittoria del Nottingham Forest, al suo primo titolo.
Capocannoniere del torneo è stato Bob Latchford (Everton), con 30 reti.

## Stagione

### Novità
Al posto delle retrocesse Sunderland, Stoke City e Tottenham sono saliti dalla Second Division il Wolverhampton, il Chelsea e il Nottingham Forest.

### Avvenimenti
Dalla bagarre di inizio campionato uscì inizialmente il neopromosso Nottingham Forest di Brian Clough, raggiunto in seguito dal Liverpool e dal Manchester City. Alla nona giornata il Forest prese la vetta della classifica dando avvio alla fuga, inseguito dal Liverpool e dall'Everton. I Toffees tentarono in particolare un avvicinamento portandosi ad un punto dalla vetta alla sedicesima, ma verso la fine del girone di andata, calarono, permettendo al Nottingham Forest di concludere con tre punti di vantaggio.
Il Forest continuò la sua marcia anche nel girone di ritorno mantenendo vantaggi rassicuranti sulle inseguitrici: dopo due turni la squadra era a +5 sull'Everton e sul Liverpool, mentre alla venticinquesima il vantaggio aumentò di un punto. L'unica squadra a tentare un avvicinamento fu l'Everton, che alla trentacinquesima giornata si portò ad un punto dalla capolista, che però aveva quattro partite da recuperare. Il Nottingham Forest, mantenendo la stessa andatura, aumentò il distacco arrivando a due giornate dalla fine (con altre due partite da recuperare) con sei punti di vantaggio sull'Everton, che gli assicurarono il suo primo titolo nazionale.
Al secondo posto si classificò all'ultima giornata il Liverpool, che, vincendo la Coppa dei Campioni, lasciò un posto libero in zona UEFA, occupato dal West Bromwich, che sorpassò il Coventry City alla penultima giornata.
In coda, dalla bagarre per evitare la retrocessione uscì declassato il West Ham Utd, che all'ultima giornata fu superato dal Wolverhampton (che aveva ancora due partite da recuperare). Le altre due retrocesse furono il Newcastle Utd e il Leicester City, squadre da tempo fuori dai giochi.

## Squadre partecipanti
| Club              | Stagione | Città               | Stadio              | Stagione precedente                   |
| ----------------- | -------- | ------------------- | ------------------- | ------------------------------------- |
| Arsenal           | dettagli | Londra              | Arsenal Stadium     | 8º posto in First Division            |
| Aston Villa       | dettagli | Birmingham          | Villa Park          | 4º posto in First Division            |
| Birmingham City   | dettagli | Birmingham          | St Andrew's         | 13º posto in First Division           |
| Bristol City      | dettagli | Bristol             | Ashton Gate Stadium | 18º posto in First Division           |
| Chelsea           | dettagli | Londra              | Stamford Bridge     | 2º posto in Second Division, promosso |
| Coventry City     | dettagli | Coventry            | Highfield Road      | 19º posto in First Division           |
| Derby County      | dettagli | Derby               | Baseball Ground     | 15º posto in First Division           |
| Everton           | dettagli | Liverpool           | Goodison Park       | 9º posto in First Division            |
| Ipswich Town      | dettagli | Ipswich             | Portman Road        | 3º posto in First Division            |
| Leeds Utd         | dettagli | Leeds               | Elland Road         | 10º posto in First Division           |
| Leicester City    | dettagli | Leicester           | Filbert Street      | 11º posto in First Division           |
| Liverpool         | dettagli | Liverpool           | Anfield             | 1º posto in First Division            |
| Manchester City   | dettagli | Manchester          | Maine Road          | 2º posto in First Division            |
| Manchester Utd    | dettagli | Manchester          | Old Trafford        | 6º posto in First Division            |
| Middlesbrough     | dettagli | Middlesbrough       | Ayresome Park       | 12º posto in First Division           |
| Newcastle Utd     | dettagli | Newcastle upon Tyne | St James' Park      | 5º posto in First Division            |
| Norwich City      | dettagli | Norwich             | Carrow Road         | 16º posto in First Division           |
| Nottingham Forest | dettagli | Nottingham          | City Ground         | 3º posto in Second Division, promosso |
| QPR               | dettagli | Londra              | Loftus Road         | 14º posto in First Division           |
| West Bromwich     | dettagli | West Bromwich       | The Hawthorns       | 7º posto in First Division            |
| West Ham Utd      | dettagli | Londra              | Boleyn Ground       | 17º posto in First Division           |
| Wolverhampton     | dettagli | Wolverhampton       | Molineux Stadium    | 1º posto in Second Division, promosso |

## Classifica finale
|       | Pos. | Squadra           | Pt | G  | V  | N  | P  | GF | GS | DR  |
| ----- | ---- | ----------------- | -- | -- | -- | -- | -- | -- | -- | --- |
|       | 1.   | Nottingham Forest | 64 | 42 | 25 | 14 | 3  | 69 | 24 | +45 |
| [ 4 ] | 2.   | Liverpool         | 57 | 42 | 24 | 9  | 9  | 65 | 34 | +31 |
|       | 3.   | Everton           | 55 | 42 | 22 | 11 | 9  | 76 | 45 | +31 |
|       | 4.   | Manchester City   | 52 | 42 | 20 | 12 | 10 | 74 | 51 | +23 |
|       | 5.   | Arsenal           | 52 | 42 | 21 | 10 | 11 | 60 | 37 | +23 |
| [ 5 ] | 6.   | West Bromwich     | 50 | 42 | 18 | 14 | 10 | 62 | 53 | +9  |
|       | 7.   | Coventry City     | 48 | 42 | 18 | 12 | 12 | 75 | 62 | +13 |
|       | 8.   | Aston Villa       | 46 | 42 | 18 | 10 | 14 | 63 | 53 | +15 |
|       | 9.   | Leeds Utd         | 46 | 42 | 18 | 10 | 14 | 63 | 53 | +10 |
|       | 10.  | Manchester Utd    | 42 | 42 | 16 | 10 | 16 | 67 | 63 | +4  |
|       | 11.  | Birmingham City   | 41 | 42 | 14 | 14 | 14 | 51 | 54 | -5  |
|       | 12.  | Derby County      | 41 | 42 | 14 | 13 | 15 | 54 | 59 | -5  |
|       | 13.  | Norwich City      | 40 | 42 | 11 | 18 | 13 | 52 | 66 | -14 |
|       | 14.  | Middlesbrough     | 39 | 42 | 12 | 15 | 15 | 42 | 54 | -12 |
|       | 15.  | Wolverhampton     | 36 | 42 | 12 | 12 | 18 | 51 | 64 | -13 |
|       | 16.  | Chelsea           | 36 | 42 | 11 | 14 | 17 | 46 | 69 | -23 |
|       | 17.  | Bristol City      | 35 | 42 | 11 | 13 | 18 | 49 | 53 | -4  |
| [ 6 ] | 18.  | Ipswich Town      | 35 | 42 | 11 | 13 | 18 | 47 | 61 | -14 |
|       | 19.  | QPR               | 33 | 42 | 9  | 15 | 18 | 52 | 69 | -17 |
|       | 20.  | West Ham Utd      | 32 | 42 | 12 | 8  | 22 | 52 | 69 | -17 |
|       | 21.  | Newcastle Utd     | 22 | 42 | 6  | 10 | 26 | 42 | 78 | -36 |
|       | 22.  | Leicester City    | 22 | 42 | 5  | 12 | 25 | 26 | 70 | -44 |

Legenda:
      Campione d'Inghilterra e ammessa alla Coppa dei Campioni 1978-1979
      Ammessa alla Coppa dei Campioni 1978-1979
      Ammesse alla Coppa delle Coppe 1978-1979
      Ammesse alla Coppa UEFA 1978-1979
      Retrocesse in Second Division 1978-1979
Regolamento:
Due punti a vittoria, uno a pareggio, zero a sconfitta.
A parità di punti le squadre venivano classificate secondo la differenza reti.

## Statistiche

### Squadre

#### Capoliste solitarie
Fonte:
|    | —— | —— | —— | —— | —— | —— | —— | ——                | ——                | ——                | ——                | ——                | ——                | ——                | ——                | ——                | ——                | ——                | ——                | ——                | ——                | ——                | ——                | ——                | ——                | ——                | ——                | ——                | ——                | ——                | ——                | ——                | ——                | ——                | ——                | ——                | ——                | ——                | ——                | ——                | ——                | —— |  |
|    |    | NF |    |    |    |    |    | Nottingham Forest | Nottingham Forest | Nottingham Forest | Nottingham Forest | Nottingham Forest | Nottingham Forest | Nottingham Forest | Nottingham Forest | Nottingham Forest | Nottingham Forest | Nottingham Forest | Nottingham Forest | Nottingham Forest | Nottingham Forest | Nottingham Forest | Nottingham Forest | Nottingham Forest | Nottingham Forest | Nottingham Forest | Nottingham Forest | Nottingham Forest | Nottingham Forest | Nottingham Forest | Nottingham Forest | Nottingham Forest | Nottingham Forest | Nottingham Forest | Nottingham Forest | Nottingham Forest | Nottingham Forest | Nottingham Forest | Nottingham Forest | Nottingham Forest | Nottingham Forest |    |  |
|    |    |    |    |    |    |    |    |                   |                   |                   |                   |                   |                   |                   |                   |                   |                   |                   |                   |                   |                   |                   |                   |                   |                   |                   |                   |                   |                   |                   |                   |                   |                   |                   |                   |                   |                   |                   |                   |                   |                   |    |  |
|    |    |    |    |    |    |    |    |                   |                   |                   |                   |                   |                   |                   |                   |                   |                   |                   |                   |                   |                   |                   |                   |                   |                   |                   |                   |                   |                   |                   |                   |                   |                   |                   |                   |                   |                   |                   |                   |                   |                   |    |  |
| 1ª | 2ª | 3ª | 4ª | 5ª | 6ª | 7ª | 8ª | 9ª                | 10ª               | 11ª               | 12ª               | 13ª               | 14ª               | 15ª               | 16ª               | 17ª               | 18ª               | 19ª               | 20ª               | 21ª               | 22ª               | 23ª               | 24ª               | 25ª               | 26ª               | 27ª               | 28ª               | 29ª               | 30ª               | 31ª               | 32ª               | 33ª               | 34ª               | 35ª               | 36ª               | 37ª               | 38ª               | 39ª               | 40ª               | 41ª               | 42ª               |    |  |

#### Primati stagionali
- Maggior numero di vittorie: Nottingham Forest (25)
- Minor numero di sconfitte: Nottingham Forest (3)
- Migliore attacco: Everton (76 goal fatti)
- Miglior difesa: Nottingham Forest (24 reti subite)
- Miglior differenza reti:Nottingham Forest (+45)
- Maggior numero di pareggi: Norwich City (18)
- Minor numero di pareggi: West Ham (8)
- Maggior numero di sconfitte: Newcastle (26)
- Minor numero di vittorie: Leicester City (5)
- Peggior attacco: Leicester City (26 reti segnate)
- Peggior difesa: Newcastle (78 reti subite)
- Peggior differenza reti: Leicester City (-44)

### Individuali

#### Classifica marcatori
Fonte:
| Gol | Rigori |  | Giocatore         | Squadra                               |
| --- | ------ |  | ----------------- | ------------------------------------- |
| 30  | 2      |  | Bob Latchford     | Everton                               |
| 25  | 3      |  | Trevor Francis    | Birmingham City                       |
| 20  |        |  | Kenny Dalglish    | Liverpool                             |
| 20  |        |  | Ian Wallace       | Coventry City                         |
| 20  |        |  | Ray Hankin        | Leeds Utd                             |
| 18  | 7      |  | Tony Brown        | West Bromwich                         |
| 18  | 7      |  | Gordon Hill       | Manchester Utd (17), Derby County (1) |
| 17  |        |  | David Cross       | West Bromwich (7), West Ham Utd (10)  |
| 17  |        |  | Michael Ferguson  | Liverpool                             |
| 16  |        |  | Brian Kidd        | Manchester City                       |
| 15  |        |  | Malcolm Macdonald | Arsenal                               |
| 15  | 3      |  | Micky Burns       | Newcastle Utd                         |
| 15  | 5      |  | John Ryan         | Norwich City                          |
| 13  |        |  | Andy Gray         | Aston Villa                           |
| 13  |        |  | Frank Stapleton   | Arsenal                               |